# Dipturus
Dipturus – rodzaj ryb chrzęstnoszkieletowych z rodziny rajowatych (Rajidae).

## Rozmieszczenie geograficzne
Do rodzaju należą gatunki występujące w wodach oceanów – Atlantyckiego, Indyjskiego i Spokojnego.

## Morfologia
Długość ciała do 285 cm; masa ciała (największa opublikowana) do 113 kg.

## Systematyka
Rodzaj zdefiniował w 1810 roku francuski przyrodnik Constantine Samuel Rafinesque w publikacji własnego autorstwa poświęconej nowym rodzajom i gatunkom zwierząt oraz roślin Sycylii. Gatunkiem typowym jest (oznaczenie monotypowe) płaszczka naga (D. batis).

### Etymologia
- Dipturus: gr. δις dis ‘podwójnie, dwukrotnie’, od δυο duo ‘dwa’; πτερυξ pterux, πτερυγος pterugos ‘płetwa’; ουρα oura ‘ogon’[7].
- Propterygia: gr. προ pro ‘blisko, w pobliżu’[8]; πτερυξ pterux, πτερυγος pterugos ‘płetwa’[9]. Gatunek typowy (oznaczenie monotypowe): Propterygia hyposticta Otto, 1821 (= Raja batis Linnaeus, 1758).
- Laeviraja: łac. levis (błędnie laevis) ‘smukły’[10]; raia ‘raja, płaszczka’[11]. Gatunek typowy (późniejsze oznaczenie): Raja oxyrinchus Linnaeus, 1758[5].
- Tengujei: Tengu, w japońskich mitach to długonosy stwór; jap. jei ‘płaszczka, raja’[4]. Gatunek typowy (oryginalne oznaczenie): Raja tengu Jordan & Fowler, 1903.

### Podział systematyczny
Do rodzaju należą następujące występujące współcześnie gatunki:

- Dipturus acrobelus Last, White & Pogonoski, 2008
- Dipturus amphispinus Last & Alava, 2013
- Dipturus apricus Last, White & Pogonoski, 2008
- Dipturus argentinensis Díaz de Astarloa, Mabragaña, Hanner & Figueroa, 2008
- Dipturus batis (Linnaeus, 1758) – płaszczka naga[12]
- Dipturus bullisi (Bigelow & Schroeder, 1962)
- Dipturus campbelli (Wallace, 1967)
- Dipturus canutus Last, 2008
- Dipturus chinensis (Basilewsky, 1855)
- Dipturus crosnieri (Séret, 1989)
- Dipturus doutrei (Cadenat, 1960)
- Dipturus ecuadoriensis (Beebe & Tee-Van, 1941)
- Dipturus garricki (Bigelow & Schroeder, 1958)
- Dipturus gigas (Ishiyama, 1958)
- Dipturus grahami Last, 2008
- Dipturus gudgeri (Whitley, 1940)
- Dipturus innominatus (Garrick & Paul, 1974)
- Dipturus intermedius (Parnell, 1837)
- Dipturus johannisdavisi (Alcock, 1899)
- Dipturus kwangtungensis (Chu, 1960)
- Dipturus laevis (Mitchill, 1818)
- Dipturus lanceorostratus (Wallace, 1967)
- Dipturus leptocauda (Krefft & Stehmann, 1975)
- Dipturus macrocauda (Ishiyama, 1955)
- Dipturus melanospilus Last, White & Pogonoski, 2008
- Dipturus mennii Gomes & Paragó, 2001
- Dipturus nidarosiensis (Storm, 1881) – raja czarnobrzucha[13]
- Dipturus olseni (Bigelow & Schroeder, 1951)
- Dipturus oregoni (Bigelow & Schroeder, 1958)
- Dipturus oxyrinchus (Linnaeus, 1758) – raja ostronosa[14]
- Dipturus pullopunctatus (Smith, 1964)
- Dipturus queenslandicus Last, White & Pogonoski, 2008
- Dipturus springeri (Wallace, 1967)
- Dipturus stenorhynchus (Wallace, 1967)
- Dipturus teevani (Bigelow & Schroeder, 1951)
- Dipturus tengu (Jordan & Fowler, 1903)
- Dipturus trachyderma (Krefft & Stehmann, 1975)
- Dipturus wengi Séret & Last, 2008
- Dipturus wuhanlingi Jeong & Nakabo, 2008

Opisano również gatunek wymarły z oligocenu Europy:
- Dipturus casieri (Steurbaut & Herman, 1978)